# Provincia de Quảng Nam
La provincia costera de Quang Nam se encuentra situada en el centro de Vietnam, al sur de Đà Nẵng y de la antigua ciudad imperial de Huế. Existió desde 1997 hasta su fusión con la ciudad de Đà Nẵng en 2025.

## Interés turístico
La provincia cuenta con una ciudades proclamadas Patrimonio de la Humanidad por la Unesco y el complejo de templos de Mỹ Sơn, con el mismo galardón, además de una ruta proclamada también Patrimonio de la Humanidad al conectar distintas ciudades de interés histórico del centro de Vietnam. Por lo que la provincia cuenta con cierta industria turística.

## Administration
Quảng Nam está dividida en dos ciudades y quince distritos:
1. Tam Kỳ (capital administrativa)
2. Hội An (ciudad antigua Patrimonio de la Humanidad)
3. Duy Xuyên
4. Đại Lộc
5. Điện Bàn
6. Đông Giang
7. Nam Giang
8. Tây Giang
9. Quế Sơn
10. Hiệp Đức
11. Núi Thành
12. Nam Trà My
13. Bắc Trà My
14. Phú Ninh
15. Phước Sơn
16. Thăng Bình
17. Tiên Phước